# Església de Vittskövle

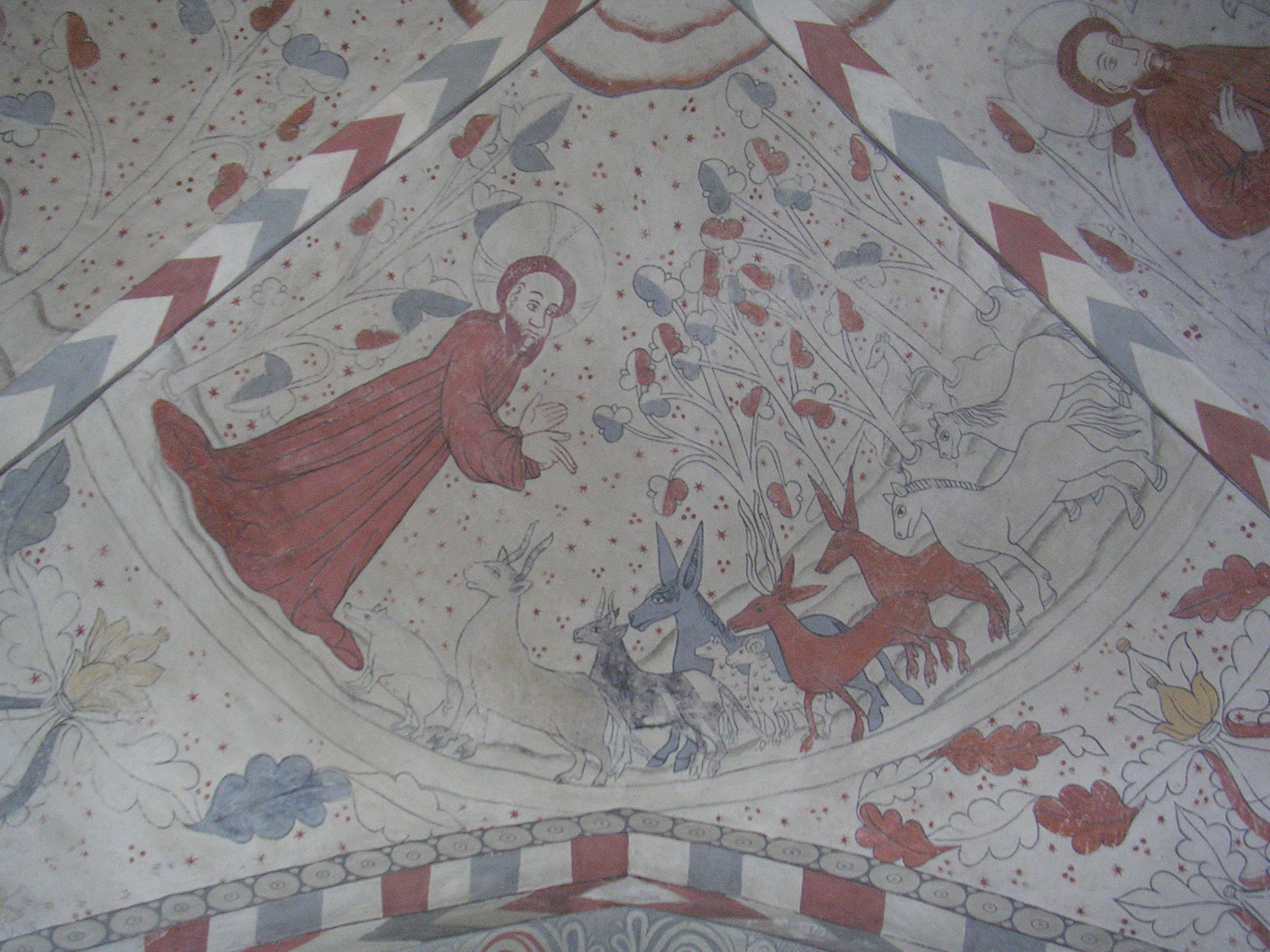
La creació dels animals

L'església de Vittskövle (en suec Vittskövle kyrka) és una església de la municipalitat de Kristianstad, dins la diòcesi de Lund, a Suècia. Es troba a Vittskövle, a uns 5 quilòmetres del centre urbà de Degeberga i a uns 28 quilòmetres al sud de Kristianstad.

## Edifici
L'església es construí originalment als segles xii o xiii; no és possible datar-ne la construcció amb més precisió. Les parts més antigues són la nau, el cor i l'absis. En aquestes parts s'hi troba maó, la qual cosa indicaria una datació més antiga. Tanmateix, els estudiosos creuen que l'edifici és massa gran per pertànyer al conjunt de les esglésies més antigues. Tampoc se sap amb certitud si aquesta és la primera església que es va construir a Vittskövle o bé si va ser precedida per una altra de fusta.
Al segle xv s'ensorraren parts dels murs de la façana nord i s'hi aixecà una capella dedicada a Santa Anna, mare de la Verge Maria.
La torre va ser aixecada al segle xvi. Aquest mateix segle es construí una capella funerària per a la família Barnekow, a la part sud. La pica baptismal és medieval.

## Pintures murals
Al segle xv es bastiren les voltes i a la dècada del 1480 van ser decorades amb pintures murals, que foren restaurades al segle xx. Mostren històries del llibre del Gènesi. A l'absis s'hi mostra la llegenda de sant Nicolau. A la capella de Santa Anna hi ha els símbols dels evangelistes i quatre santes: Bàrbara, Úrsula, Gertrudis i Caterina.

## Galeria d'imatges

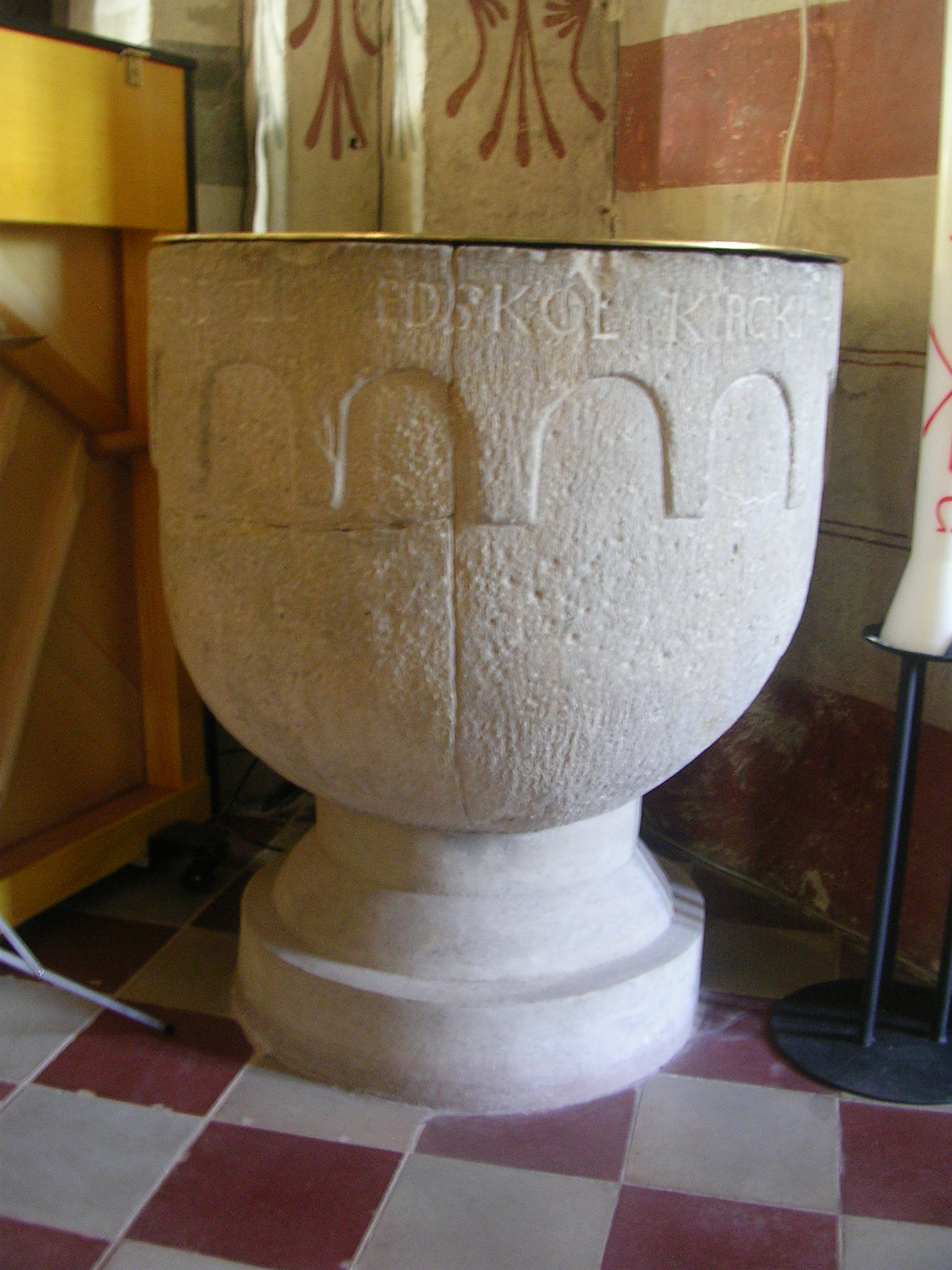
Pica baptismal
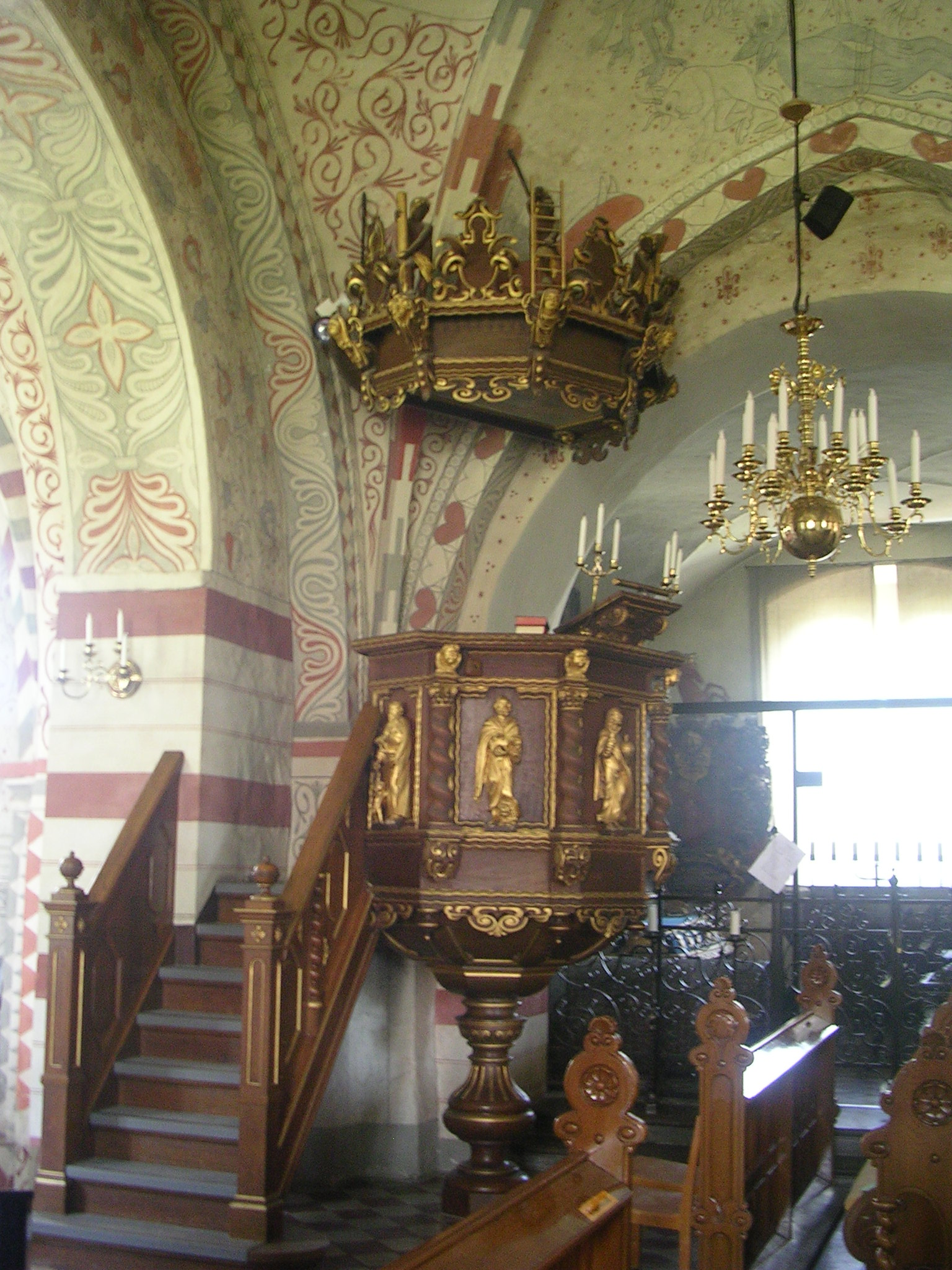
Trona
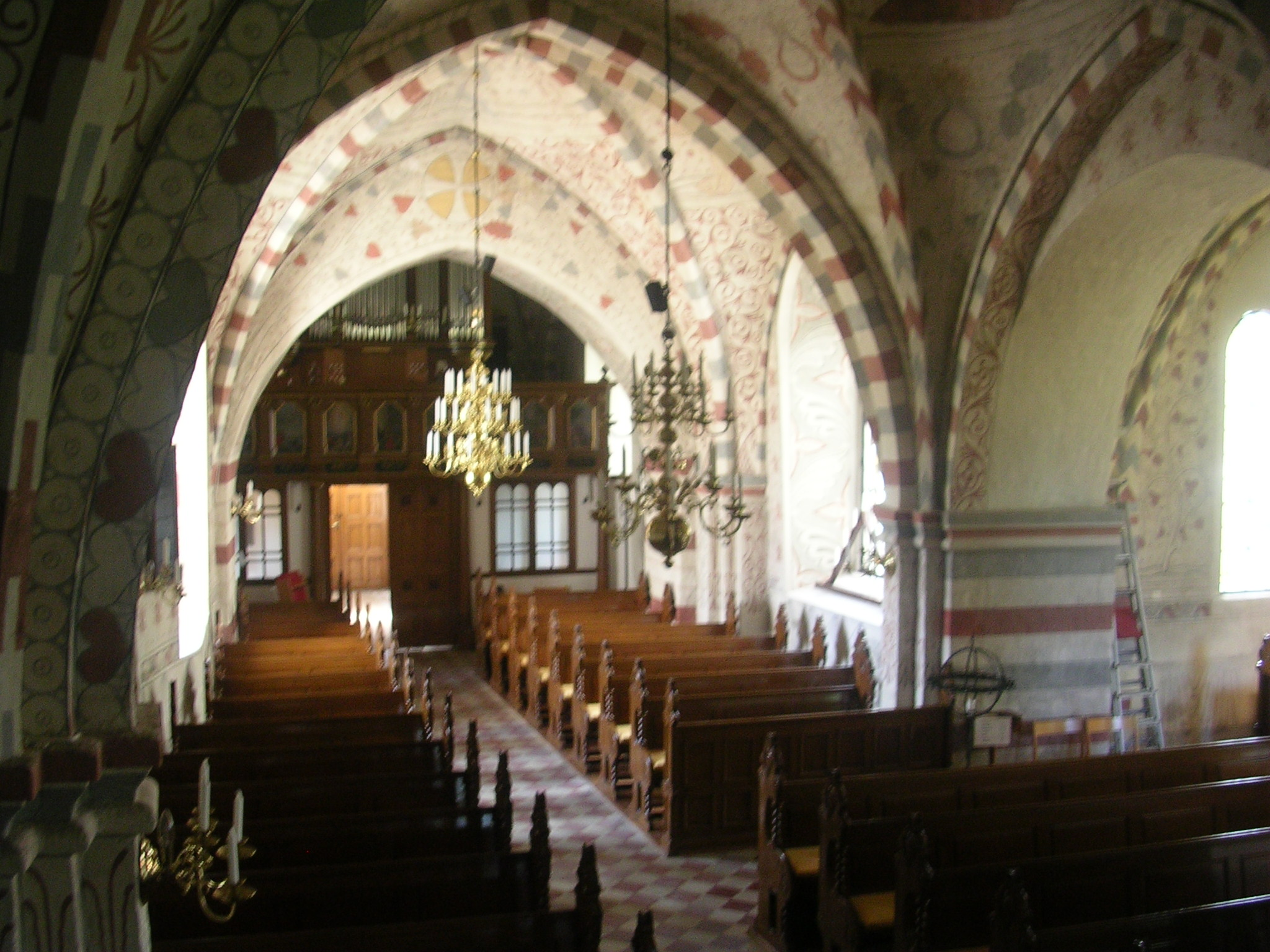
Interior